# Nyctinastie

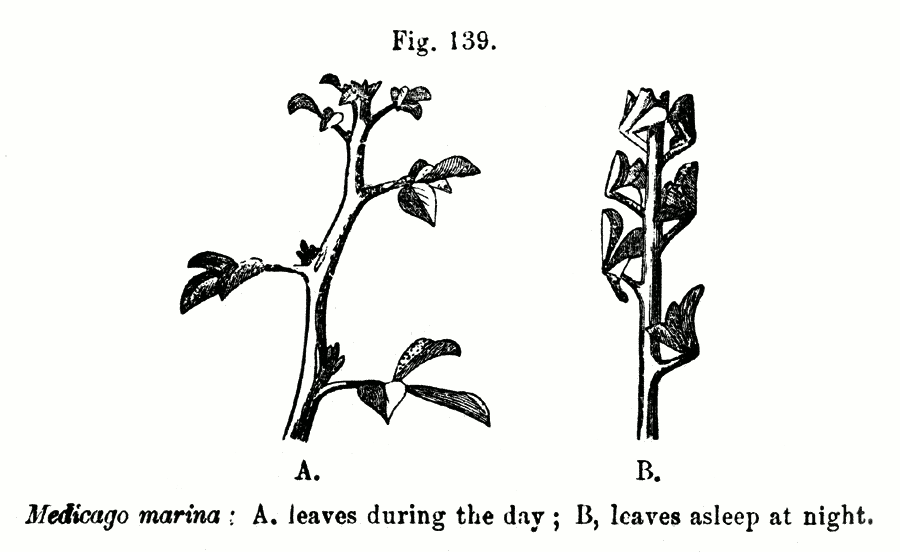
Nyctinastie chez la Luzerne marine (Medicago marina) :
A. Feuilles en « position de veille » le jour.
B. Feuilles en « position de sommeil » la nuit.

En botanique, la nyctinastie est un mouvement (nastie) répondant à la variation jour/nuit (dans le langage populaire, on l'appelle mouvement de veille et de sommeil) qui a deux origines : la photonastie (variation journalière de la lumière) ou la thermonastie (variations quotidiennes de température). Ce phénomène ne doit pas être confondu avec l'héliotropisme qui est la variation de l'orientation des feuilles pour suivre la lumière (ex. : Helianthus annuus).

## Description
Ces mouvements généralement circadiens se rencontrent uniquement chez les végétaux supérieurs en réponse à l'apparition de l'obscurité. Cela se traduit par exemple par la fermeture des pétales d'une fleur à la tombée du jour, l'arrêt du mouvement des feuilles (possédant souvent alors un organe spécialisé à leur base, le pulvinus) pour un grand nombre de légumineuses ou le repli des feuilles chez la Sensitive Mimosa pudica.
Ces mouvements sont associés à la lumière diurne mais également aux variations de température (thermonastie telle la Tulipe ou le Crocus) et sont contrôlés par l'horloge circadienne et les récepteurs phytochromes.

## Mécanisme
La lumière provoque la mise en place d’une onde de dépolarisation des membranes, induisant une dépolarisation membranaire, notamment vis-à-vis de la perméabilité du calcium Ca2+. La concentration intracellulaire en ions étant modifiée, la pression osmotique évolue et entraîne une variation de la turgescence des cellules. Ce sont les variations différentielles de turgescence entre la face supérieure et inférieure d'un organe (feuille, pétale) qui sont à l’origine de modifications du repliement de ces organes.

## Rôle
La nyctinastie se déclenche la nuit mais aussi par temps humide ou nuageux. Le processus évolutif qui sous-tend ce phénomène peut être un compromis entre la pollinisation nécessaire le jour (fleur ouverte) et la destruction des organes reproducteurs la nuit (fleur fermée) causée par des facteurs exogènes (par exemple la pluie, le refroidissement nocturne, pendant lequel ils perdent leur chaleur par rayonnement infrarouge). La nyctinastie a un impact positif sur la croissance des plantes et joue probablement un rôle, par le processus d'exaptation, de défense des plantes contre les herbivores actifs la nuit.

## L'horloge florale de Linné
Carl von Linné, le naturaliste suédois, s'est intéressé aux mouvements des sépales et pétales des fleurs à la suite des observations de son fils Carl von Linné le Jeune dans son mémoire Horologium Plantarum. Au chapitre IX Adumbrationes (Ébauches) de son ouvrage Philosophia botanica (1751) il émet une idée originale : celle d'une « horologium florae », une horloge de Flore réglée sur l'ouverture, l'épanouissement et la fermeture des pétales de certaines fleurs (elle lui donnait, paraît-il, l'heure à une demi-heure près).
Linné attribue un nom différent à trois groupes de fleurs :
- Meteorici : les fleurs qui s'ouvrent ou se ferment selon l'influence des conditions météorologiques (rythme biologique circannuel).
- Tropici : celles qui sont sous l'influence de la longueur des jours (photonastie).
- Aequinoctiales : celles qui s'ouvrent et se ferment à heure fixe, quel que soit le temps qu'il fait (nyctinastie).

Linné n'utilise que les Aequinoctiales et son horloge est progressivement complétée pour devenir la suivante :
- 2 h : l'Ipomoea purpurea s’ouvre
- 3 h : l'Ipomoea nil et Galant de nuit s’ouvrent
- 4 h : le Tolpis barbata s’ouvre
- 5 h : la Renoncule et la cupidone bleue s’ouvrent
- 6 h : le Taraxacum officinale s’ouvre
- 7 h : le Nymphaea et l'œillet d'Inde s’ouvrent
- 8 h : l'Anagallis arvensis et la piloselle s’ouvrent, Taraxacum officinale se ferme
- 9 h : le Calendula arvensis s’ouvre, le laiteron se ferme
- 10 h : le cierge à grandes fleurs s’ouvre, la lampsane se ferme
- 11 h : l’ornithogale s’ouvre
- 12 h : La Passiflora caerulea et la nyctanthe s’ouvrent
- 13 h : l'Œillet mignardise s’ouvre
- 14 h : la Scilla s’ouvre, le mouron rouge et Arenaria se ferment
- 15 h : l'épervière et Anthericum ramosum se ferment
- 16 h : la Barkhausia rubra s’ouvre, Allyssum calycinum et le liseron se ferment
- 17 h : la Silene noctiflora et Belle de nuit s’ouvrent, le nénuphar se ferme
- 18 h : l'Oenothera speciosa et l'onagre s’ouvrent
- 19 h : le géranium triste et Mirabilis jalapa s’ouvrent, le Papaver nudicaule se ferme
- 20 h : le Mesembryanthemum noctiflorum s’ouvre
- 21 h : le Silène enflé s’ouvre.

Cette horloge se révèle en fait peu précise, l'ouverture et la fermeture de toutes ces fleurs ne dépendant pas seulement de la luminosité mais aussi de la latitude (Linné enseignant dans la ville suédoise d'Uppsala), la température (thermonastie), l'humidité (hydronastie)…
Les observations de Linné déclenchèrent l'idée chez les jardiniers du XIXe siècle de planter des « horloges de fleurs » : le cadran étant divisé en 12 segments, chaque segment contenant une fleur spécifique. Cette idée a été reprise aussi par Jean Françaix composant le concerto L'Horloge de Flore.

## Exemples
- Chez l'oxalis, les feuilles se referment en fin de journée.